# Petuhov
Petuhov je priimek več oseb:
- Dimitrij Jefimovič Petuhov, sovjetski general
- Ivan Ivanovič Petuhov, sovjetski general
- Stanislav Petuhov, ruski hokejist